# Азиатское общество
Азиа́тское о́бщество (англ. The Asiatic Society) — востоковедческая организация, основанная 15 января 1784 года в Калькутте.

## Название
Во время своего основания общество было названо как «Asiatick Society», но уже в 1825 году буква «k» в названии была опущена, безо всякого официального решения, и организация стала называться «The Asiatic Society». В 1832 году общество было переименовано в «Азиатское общество Бенгалии» (англ. The Asiatic Society of Bengal), а в 1936 году — в «Королевское азиатское общество Бенгалии» (англ. The Royal Asiatic Society of Bengal). В конце концов в июле 1951 года было возвращено прежнее название 1825 года — «Азиатское общество».

## История
В январе 1784 года Уильям Джонс послал циркулярное письмо избранному числу британских жителей Калькутты с предложением основать общество для азиатских исследований. По его приглашению 30 человек, в том числе сэр Чарльз Уилкинс, Джонатан Дункан и другие, встретились в комнате большого жюри Верховного суда (в Форт-Уильяме) 15 января 1784 года. Собрание проходило под председательством сэра Роберта Чемберса и Джонс на нём произнёс свою первую речь, в которой изложил свои планы относительно общества. Пост первого президента был предложен генерал-губернатору Уоррену Гастингсу, а сам Уильям Джонс стал вице-президентом общества. Но вскоре Гастингс отказался от поста президента, и на это место 5 февраля 1784 года был избран Уильям Джонс, возглавлявший общество до самой своей смерти в 1794 году.
С 1784 по 1828 гг. только европейцы избирались в члены общества. В 1829 году по инициативе Г. Г. Уилсона членами стали ряд индийцев, таких как Двараканатх Тагор, Махараджа Байдьянатх Рой и другие. Первым индийским президентом общества стал в 1885 году Раджендралал Митра.
В 1984, то есть в год двухсотлетия Азиатского общества, Индийский парламент признал его учреждением национальной важности и выступил за полное финансирование всех начинаний этой организации. Также в праздновании участвовала Индира Ганди, которая дала обществу грант на сумму 5 миллионов рупий.
Обществом и его членами было опубликовано в различных книжных сериях несколько сотен восточных текстов на санскрите, персидском, арабском, бенгали, тибетском и других азиатских языках, как в оригинале, так и в переводе. Особенно выделяется санскритская серия «Bibliotheca Indica», основанная в 1848 году. Так Чарльз Уилкинс перевёл «Бхагавад-гиту» (1785), «Хитопадешу» (1787) и издал «Грамматику санскритского языка».
Уильям Джонс перевёл «Шакунталу» Калидасы (1789), «Гитаговинду» Джаядевы (1792) и «Законы Ману», издал «Ритусамхару» в 1792 году. Сэр Джон Шор, возглавивший общество после смерти Джонса, перевёл с персидской версии краткий вариант «Йога-Васиштхи». Г. Т. Колбрук, президент общества в 1806—1815 гг., выпустил критическое издание санскритского словаря «Амаракоша». Г. Г. Уилсон, секретарь общества в 1811—1832 гг., опубликовал «Мегхадуту» Калидасы (1813) и «Раджатарангини» Кальханы (1825), перевёл 18 пуран на английский язык и в 1827 году издал в трёх томах исследование театрального искусства индусов. Также весомый вклад в исследования индийских текстов и языков внес член общества Джон Фэйтфул Флит.
С 1788 года и до сих пор Азиатским обществом издаётся научный журнал, в данный момент носящий название «Journal of the Asiatic Society».

## Здание
После основания собрания членов общества, избираемых путём голосования, проходили всё в том же Верховном суде в Форт-Уильяме. Но уже 29 сентября 1796 года общество решило, что пора иметь собственное здание для встреч. 15 мая 1805 года общество получило в дар участок земли на Парк-стрит в Калькутте. План для постройки здания был создан капитаном Томасом Престоном. Французский архитектор Жан Жакес Пишон внёс определённые коррективы и сконструировал двухэтажное строение. Это здание площадью 15 071 квадратных футов обошлось в 30 000 рупий. Первое собрание клуба в новом здании состоялось 3 февраля 1808 года. В 1961 году при поддержке Правительства Индии и Правительства Западной Бенгалии было начато строительство нового четырёхэтажного здания Азиатского общества, и уже 22 февраля 1965 года С. Радхакришнан, будущий президент Индии, официально открыл его.

## Библиотека
Сейчас в библиотеке Азиатского общества находится около 117 тысяч книг и 80 тысяч журналов, напечатанных практически на всех основных языках мира. Присутствует также коллекция из 293 карт, микрофиши 48 тысяч работ, микрофильмы 387 тысяч страниц, 182 рисунка, 2500 буклетов и 2150 фотографий. Самая старая печатная книга в этой библиотеке это Astronomicorum Libri Юлия Фирмици 1499 года издания. Также библиотека имеет богатую коллекцию манускриптов, числом около 47 тысяч, написанных 26 системами письма. В библиотеку постепенно вошли также коллекция Типу Султана (включая рукописи «Корана» и «Шахнаме», с подписью самого Джаханшаха), а также огромная личная библиотека Колина Маккензи (книги в основном по Южной Азии) и ботаническая библиотека Натаниэля Валлиха.

## Музей
Музей Азиатского общества был основан в 1814 году под управлением Натаниэля Валлиха. Быстрый рост музейных собраний виден уже из его первого каталога, опубликованного в 1849 году. В его владении находятся наскальный эдикт Ашоки, важное собрание надписей на медных пластинах, монет, скульптур, рукописей и архивных записей. Здесь также представлены шедевры таких мастеров живописи как Петер Рубенс, Джошуа Рейнольдс, и Гвидо Каньяччи.